# Olmosalbos
Olmosalbos es una localidad situada en la provincia de Burgos, comunidad autónoma de Castilla y León (España), comarca de Alfoz de Burgos, partido judicial de Burgos, perteneciente al municipio de Revillarruz.

## Historia
Municipio que formó parte de la jurisdicción de Saldañuela en el partido judicial de Burgos dentro de Castilla la Vieja, era uno de los catorce que formaban la Intendencia de Burgos durante el periodo comprendido entre 1785 y 1833 tal como se recoge en el Censo de Floridablanca de 1787. 
Tenía jurisdicción de señorío que ejercía entonces el Marqués de Lazán quien nombraba un alcalde pedáneo.
Denominado en aquel entonces Olmos Albos (Álamos blancos). Posteriormente este municipio se integra en el municipio de Revillarruz.

## Monumentos
La Torre
Fue edificada en el siglo XVI a instancia del matrimonio formado por Diego Gamarra y Leonor de Serón, cuyos escudos adornan la fachada. 
Bajo la protección de la Declaración genérica del Decreto de 22 de abril de 1949, y la Ley 16/1985 sobre el Patrimonio Histórico Español, fue construida como centro residencial de esta rica familia comerciante de lana, lo demuestra el lugar escogido para levantarla y los abundantes vanos, algunos a ras de suelo, que en aspectos estratégicos resultan contradictorios. Con el mismo fin se hizo casi al mismo tiempo el cercano palacio de Saldañuela.
Un hijo del matrimonio de Aspito y Sofía, llamado Diego, sucedió a los constructores en la propiedad del inmueble, posteriormente los tratadistas citan como titulares sucesivos a componentes del linaje Salamanca y a los condes de Berberana.
Terminada en 1554, la torre se levanta sobre un paralelogramo flanqueado por cubos macizos cuyos extremos miden 13,85 por 10 metros. Posee dos ingresos en el ángulo del este, el principal con arco de medio punto moldurado, flanqueado por columnas coronadas de florones y enlazadas por una cornisa, sobre la que destaca el escudo de los constructores de la torre. Otro semejante puede verse en lo alto de la misma.
Está esquinada por cuatro bordes macizos y culminada con crestería. Los almeres que arrancan de los costados de la torrona sugieren previsión de una triple arcada que probablemente nunca se llegara a instalar, y cuya cubierta, holladera, tendría acceso desde la tercera de las cinco plantas sustentadas por viguería de la torre. El tejado y la fachada se encuentran en buen estado.

Actualmente se encuentra en venta y es propiedad de la Fundación Caja de Burgos.

Fortificaciones próximas:
Torre de Sarracín (Sarracín, Burgos)
Torreón de Arcos (Arcos, Burgos)
Torre de Hotel Landa (Burgos)
Iglesia
Su retablo, obra de Alonso de Sedano, fue trasladado al Palacio Arzobispal del Burgos. Dedicado a San Martín, tenía en el centro, según se hallaba en la iglesia, su estatua, que fue sustituida por una imagen de la Virgen en dicho Palacio.
Río de los Ausines
Afluente del río Arlanzón, nace en Revilla del campo y recorre numerosos municipios de la provincia durante su curso de unos 30 km.